# Lista de telenovelas exibidas no Vale a Pena Ver de Novo
Esta é uma lista de telenovelas exibidas no Vale a Pena Ver de Novo, um programa de televisão brasileiro que reprisa as telenovelas produzidas pela TV Globo que atingiram sucesso. Dona Xepa foi a primeira a ser reprisada.
Apesar de reprisar essencialmente telenovelas, o bloco de reprises já chegou a exibir programas e minisséries em diversas ocasiões, como o Você Decide, Riacho Doce, O Tempo e o Vento, O Pagador de Promessas e Lampião e Maria Bonita.

## Telenovelas por ordem de exibição

### Década de 1980
| #  | Título                | Início                  | Término                 | Cap. | Autoria               | Direção                      | Horário original | Ano de exibição | Ref.   |
| -- | --------------------- | ----------------------- | ----------------------- | ---- | --------------------- | ---------------------------- | ---------------- | --------------- | ------ |
| 1  | Dona Xepa             | 5 de maio de 1980       | 14 de novembro de 1980  | 140  | Gilberto Braga        | Herval Rossano               | 18h              | 1977            | [ 7 ]  |
| 2  | A Sucessora           | 17 de novembro de 1980  | 8 de maio de 1981       | 125  | Manoel Carlos         | Herval Rossano               | 18h              | 1978-79         | [ 8 ]  |
| 3  | Te Contei?            | 11 de maio de 1981      | 6 de novembro de 1981   | 130  | Cassiano Gabus Mendes | Régis Cardoso                | 19h              | 1978            | [ 9 ]  |
| 4  | Cabocla               | 9 de novembro de 1981   | 19 de março de 1982     | 95   | Benedito Ruy Barbosa  | Herval Rossano               | 18h              | 1979            | [ 10 ] |
| 5  | Marron Glacé          | 22 de março de 1982     | 6 de agosto de 1982     | 100  | Cassiano Gabus Mendes | Gonzaga Blota                | 19h              | 1979-80         | [ 11 ] |
| 6  | As Três Marias        | 9 de agosto de 1982     | 1º de outubro de 1982   | 40   | Wilson Rocha          | Herval Rossano               | 18h              | 1980-81         | [ 12 ] |
| 7  | A Moreninha           | 4 de outubro de 1982    | 31 de dezembro de 1982  | 65   | Marcos Rey            | Herval Rossano               | 18h              | 1975-76         | [ 13 ] |
| 8  | Plumas e Paetês       | 3 de janeiro de 1983    | 2 de setembro de 1983   | 175  | Cassiano Gabus Mendes | Mário Márcio Bandarra        | 19h              | 1980-81         | [ 14 ] |
| 9  | Pecado Rasgado        | 5 de setembro de 1983   | 10 de fevereiro de 1984 | 115  | Sílvio de Abreu       | Régis Cardoso                | 19h              | 1978-79         | [ 15 ] |
| 10 | Água Viva             | 13 de fevereiro de 1984 | 31 de agosto de 1984    | 145  | Gilberto Braga        | Paulo Ubiratan Roberto Talma | 20h              | 1980            | [ 16 ] |
| 11 | Final Feliz           | 3 de setembro de 1984   | 8 de fevereiro de 1985  | 115  | Ivani Ribeiro         | Paulo Ubiratan               | 19h              | 1982-83         | [ 17 ] |
| 12 | Elas por Elas         | 11 de fevereiro de 1985 | 5 de julho de 1985      | 105  | Cassiano Gabus Mendes | Paulo Ubiratan Wolf Maya     | 19h              | 1982            | [ 18 ] |
| 13 | Jogo da Vida          | 8 de julho de 1985      | 3 de janeiro de 1986    | 130  | Sílvio de Abreu       | Jorge Fernando               | 19h              | 1981-82         | [ 19 ] |
| 14 | Feijão Maravilha      | 6 de janeiro de 1986    | 4 de abril de 1986      | 65   | Bráulio Pedroso       | Paulo Ubiratan               | 19h              | 1979            | [ 20 ] |
| 15 | Paraíso               | 7 de abril de 1986      | 10 de outubro de 1986   | 135  | Benedito Ruy Barbosa  | Gonzaga Blota                | 18h              | 1982-83         | [ 21 ] |
| 16 | Livre para Voar       | 13 de outubro de 1986   | 24 de abril de 1987     | 140  | Walther Negrão        | Wolf Maya                    | 18h              | 1984-85         | [ 22 ] |
| 17 | Vereda Tropical       | 27 de abril de 1987     | 23 de outubro de 1987   | 130  | Carlos Lombardi       | Jorge Fernando               | 19h              | 1984-85         | [ 23 ] |
| 18 | Amor com Amor Se Paga | 26 de outubro de 1987   | 1º de abril de 1988     | 115  | Ivani Ribeiro         | Gonzaga Blota                | 18h              | 1984            | [ 24 ] |
| 19 | Ti Ti Ti              | 4 de abril de 1988      | 21 de outubro de 1988   | 145  | Cassiano Gabus Mendes | Wolf Maya                    | 19h              | 1985-86         | [ 25 ] |
| 20 | Gabriela              | 24 de outubro de 1988   | 24 de fevereiro de 1989 | 90   | Walter George Durst   | Walter Avancini              | 22h              | 1975            | [ 26 ] |
| 21 | A Gata Comeu          | 27 de fevereiro de 1989 | 28 de julho de 1989     | 110  | Ivani Ribeiro         | Herval Rossano               | 18h              | 1985            | [ 27 ] |
| 22 | Brega & Chique        | 31 de julho de 1989     | 19 de janeiro de 1990   | 125  | Cassiano Gabus Mendes | Jorge Fernando               | 19h              | 1987            | [ 28 ] |

### Década de 1990
| #  | Título                | Início                  | Término                 | Cap. | Autoria                                               | Direção                | Horário original | Ano de exibição | Ref.   |
| -- | --------------------- | ----------------------- | ----------------------- | ---- | ----------------------------------------------------- | ---------------------- | ---------------- | --------------- | ------ |
| 23 | Pão Pão, Beijo Beijo  | 22 de janeiro de 1990   | 18 de maio de 1990      | 85   | Walther Negrão                                        | Gonzaga Blota          | 18h              | 1983            | [ 29 ] |
| 24 | Roda de Fogo          | 21 de maio de 1990      | 6 de julho de 1990      | 35   | Lauro César Muniz                                     | Dennis Carvalho        | 20h              | 1986-87         | [ 30 ] |
| 25 | Sassaricando          | 9 de julho de 1990      | 11 de janeiro de 1991   | 135  | Sílvio de Abreu                                       | Miguel Falabella       | 19h              | 1987-88         | [ 31 ] |
| 26 | Top Model             | 14 de janeiro de 1991   | 5 de julho de 1991      | 125  | Walther Negrão Antonio Calmon                         | Roberto Talma          | 19h              | 1989-90         | [ 32 ] |
| 27 | Cambalacho            | 8 de julho de 1991      | 13 de dezembro de 1991  | 115  | Sílvio de Abreu                                       | Jorge Fernando         | 19h              | 1986            | [ 33 ] |
| 28 | Fera Radical          | 16 de dezembro de 1991  | 8 de maio de 1992       | 105  | Walther Negrão                                        | Gonzaga Blota          | 18h              | 1988            | [ 34 ] |
| 29 | Vale Tudo             | 11 de maio de 1992      | 6 de novembro de 1992   | 130  | Gilberto Braga Aguinaldo Silva Leonor Bassères        | Dennis Carvalho        | 20h              | 1988-89         | [ 35 ] |
| 30 | Bebê a Bordo          | 9 de novembro de 1992   | 12 de março de 1993     | 90   | Carlos Lombardi                                       | Roberto Talma          | 19h              | 1988-89         | [ 36 ] |
| 31 | Sinhá Moça            | 15 de março de 1993     | 2 de julho de 1993      | 80   | Benedito Ruy Barbosa                                  | Jayme Monjardim        | 18h              | 1986            | [ 37 ] |
| 32 | Barriga de Aluguel    | 5 de julho de 1993      | 5 de novembro de 1993   | 90   | Glória Perez                                          | Wolf Maya              | 18h              | 1990-91         | [ 38 ] |
| 33 | Direito de Amar       | 8 de novembro de 1993   | 25 de fevereiro de 1994 | 80   | Walther Negrão                                        | Jayme Monjardim        | 18h              | 1987            | [ 39 ] |
| 34 | Rainha da Sucata      | 28 de fevereiro de 1994 | 16 de setembro de 1994  | 145  | Sílvio de Abreu                                       | Jorge Fernando         | 20h              | 1990            | [ 40 ] |
| 35 | Tieta                 | 19 de setembro de 1994  | 7 de abril de 1995      | 145  | Aguinaldo Silva Ana Maria Moretzsohn Ricardo Linhares | Paulo Ubiratan         | 20h              | 1989-90         | [ 41 ] |
| 36 | Pedra sobre Pedra     | 10 de abril de 1995     | 11 de agosto de 1995    | 90   | Aguinaldo Silva Ana Maria Moretzsohn Ricardo Linhares | Paulo Ubiratan         | 20h              | 1992            | [ 42 ] |
| 37 | Renascer              | 14 de agosto de 1995    | 1º de março de 1996     | 145  | Benedito Ruy Barbosa                                  | Luiz Fernando Carvalho | 20h              | 1993            | [ 43 ] |
| 38 | Despedida de Solteiro | 4 de março de 1996      | 9 de agosto de 1996     | 115  | Walther Negrão                                        | Reynaldo Boury         | 18h              | 1992-93         | [ 44 ] |
| 39 | Meu Bem, Meu Mal      | 12 de agosto de 1996    | 22 de novembro de 1996  | 75   | Cassiano Gabus Mendes                                 | Paulo Ubiratan         | 20h              | 1990-91         | [ 45 ] |
| 40 | Mulheres de Areia     | 25 de novembro de 1996  | 25 de abril de 1997     | 110  | Ivani Ribeiro                                         | Wolf Maya              | 18h              | 1993            | [ 46 ] |
| 41 | A Viagem              | 28 de abril de 1997     | 12 de setembro de 1997  | 100  | Ivani Ribeiro                                         | Wolf Maya              | 19h              | 1994            | [ 47 ] |
| 42 | Fera Ferida           | 15 de setembro de 1997  | 6 de fevereiro de 1998  | 105  | Aguinaldo Silva Ana Maria Moretzsohn Ricardo Linhares | Paulo Ubiratan         | 20h              | 1993-94         | [ 48 ] |
| 43 | Felicidade            | 9 de fevereiro de 1998  | 24 de abril de 1998     | 55   | Manoel Carlos                                         | Denise Saraceni        | 18h              | 1991-92         | [ 49 ] |
| 44 | O Salvador da Pátria  | 27 de abril de 1998     | 28 de agosto de 1998    | 88   | Lauro César Muniz                                     | Paulo Ubiratan         | 20h              | 1989            | [ 50 ] |
| 45 | Quatro por Quatro     | 31 de agosto de 1998    | 12 de março de 1999     | 140  | Carlos Lombardi                                       | Ricardo Waddington     | 19h              | 1994-95         | [ 51 ] |
| 46 | O Rei do Gado         | 15 de março de 1999     | 13 de agosto de 1999    | 110  | Benedito Ruy Barbosa                                  | Luiz Fernando Carvalho | 20h              | 1996-97         | [ 52 ] |
| 47 | A Indomada            | 16 de agosto de 1999    | 17 de março de 2000     | 154  | Aguinaldo Silva Ricardo Linhares                      | Paulo Ubiratan         | 20h              | 1997            | [ 53 ] |

### Década de 2000
| #  | Título                | Início                  | Término                 | Cap. | Autoria                         | Direção            | Horário original | Ano de exibição | Ref.   |
| -- | --------------------- | ----------------------- | ----------------------- | ---- | ------------------------------- | ------------------ | ---------------- | --------------- | ------ |
| 48 | Tropicaliente         | 20 de março de 2000     | 7 de julho de 2000      | 79   | Walther Negrão                  | Gonzaga Blota      | 18h              | 1994            | [ 54 ] |
| 49 | A Próxima Vítima      | 10 de julho de 2000     | 8 de dezembro de 2000   | 110  | Sílvio de Abreu                 | Jorge Fernando     | 20h              | 1995            | [ 55 ] |
| 50 | Roque Santeiro        | 11 de dezembro de 2000  | 29 de junho de 2001     | 145  | Dias Gomes Aguinaldo Silva      | Paulo Ubiratan     | 20h              | 1985-86         | [ 56 ] |
| 51 | A Gata Comeu          | 23 de julho de 2001     | 7 de dezembro de 2001   | 100  | Ivani Ribeiro                   | Herval Rossano     | 18h              | 1985            | [ 57 ] |
| 52 | História de Amor      | 10 de dezembro de 2001  | 28 de junho de 2002     | 145  | Manoel Carlos                   | Ricardo Waddington | 18h              | 1995-96         | [ 58 ] |
| 53 | Por Amor              | 1º de julho de 2002     | 10 de janeiro de 2003   | 139  | Manoel Carlos                   | Ricardo Waddington | 20h              | 1997-98         | [ 59 ] |
| 54 | O Cravo e a Rosa      | 13 de janeiro de 2003   | 1º de agosto de 2003    | 144  | Walcyr Carrasco Mário Teixeira  | Walter Avancini    | 18h              | 2000-01         | [ 60 ] |
| 55 | Anjo Mau              | 4 de agosto de 2003     | 9 de janeiro de 2004    | 115  | Maria Adelaide Amaral           | Denise Saraceni    | 18h              | 1997-98         | [ 61 ] |
| 56 | Corpo Dourado         | 12 de janeiro de 2004   | 4 de junho de 2004      | 105  | Antonio Calmon                  | Marcos Schechtman  | 19h              | 1998            | [ 62 ] |
| 57 | Terra Nostra          | 7 de junho de 2004      | 5 de novembro de 2004   | 106  | Benedito Ruy Barbosa            | Jayme Monjardim    | 20h              | 1999-00         | [ 63 ] |
| 58 | Deus Nos Acuda        | 8 de novembro de 2004   | 25 de fevereiro de 2005 | 80   | Sílvio de Abreu                 | Jorge Fernando     | 19h              | 1992-93         | [ 64 ] |
| 59 | Laços de Família      | 28 de fevereiro de 2005 | 23 de setembro de 2005  | 150  | Manoel Carlos                   | Ricardo Waddington | 20h              | 2000-01         | [ 65 ] |
| 60 | Força de um Desejo    | 26 de setembro de 2005  | 10 de fevereiro de 2006 | 100  | Gilberto Braga Alcides Nogueira | Marcos Paulo       | 18h              | 1999-00         | [ 66 ] |
| 61 | A Viagem              | 13 de fevereiro de 2006 | 21 de julho de 2006     | 113  | Ivani Ribeiro                   | Wolf Maya          | 19h              | 1994            | [ 47 ] |
| 62 | Chocolate com Pimenta | 24 de julho de 2006     | 26 de janeiro de 2007   | 135  | Walcyr Carrasco                 | Jorge Fernando     | 18h              | 2003-04         | [ 67 ] |
| 63 | Era uma Vez...        | 29 de janeiro de 2007   | 4 de maio de 2007       | 69   | Walther Negrão                  | Jorge Fernando     | 18h              | 1998            | [ 68 ] |
| 64 | Da Cor do Pecado      | 7 de maio de 2007       | 16 de novembro de 2007  | 139  | João Emanuel Carneiro           | Denise Saraceni    | 19h              | 2004            | [ 69 ] |
| 65 | Coração de Estudante  | 19 de novembro de 2007  | 4 de abril de 2008      | 100  | Emanuel Jacobina                | Ricardo Waddington | 18h              | 2002            | [ 70 ] |
| 66 | Cabocla               | 7 de abril de 2008      | 29 de agosto de 2008    | 105  | Benedito Ruy Barbosa            | Rogério Gomes      | 18h              | 2004            | [ 71 ] |
| 67 | Mulheres Apaixonadas  | 1º de setembro de 2008  | 27 de fevereiro de 2009 | 130  | Manoel Carlos                   | Ricardo Waddington | 20h              | 2003            | [ 72 ] |
| 68 | Senhora do Destino    | 2 de março de 2009      | 21 de agosto de 2009    | 123  | Aguinaldo Silva                 | Wolf Maya          | 20h              | 2004-05         | [ 73 ] |
| 69 | Alma Gêmea            | 24 de agosto de 2009    | 12 de março de 2010     | 145  | Walcyr Carrasco                 | Jorge Fernando     | 18h              | 2005-06         | [ 74 ] |

### Década de 2010
| #  | Título                | Início                  | Término                 | Cap. | Autoria                           | Direção                | Horário original | Ano de exibição | Ref.          |
| -- | --------------------- | ----------------------- | ----------------------- | ---- | --------------------------------- | ---------------------- | ---------------- | --------------- | ------------- |
| 70 | Sinhá Moça            | 15 de março de 2010     | 10 de setembro de 2010  | 130  | Benedito Ruy Barbosa              | Ricardo Waddington     | 18h              | 2006            | [ 75 ]        |
| 71 | Sete Pecados          | 13 de setembro de 2010  | 7 de janeiro de 2011    | 83   | Walcyr Carrasco                   | Jorge Fernando         | 19h              | 2007-08         | [ 76 ]        |
| 72 | O Clone               | 10 de janeiro de 2011   | 9 de setembro de 2011   | 175  | Glória Perez                      | Jayme Monjardim        | 20h              | 2001-02         | [ 77 ]        |
| 73 | Mulheres de Areia     | 12 de setembro de 2011  | 9 de março de 2012      | 129  | Ivani Ribeiro                     | Wolf Maya              | 18h              | 1993            | [ 46 ] [ 78 ] |
| 74 | Chocolate com Pimenta | 12 de março de 2012     | 21 de setembro de 2012  | 140  | Walcyr Carrasco                   | Jorge Fernando         | 18h              | 2003-04         | [ 67 ] [ 79 ] |
| 75 | Da Cor do Pecado      | 24 de setembro de 2012  | 22 de fevereiro de 2013 | 110  | João Emanuel Carneiro             | Denise Saraceni        | 19h              | 2004            | [ 80 ]        |
| 76 | O Profeta             | 25 de fevereiro de 2013 | 2 de agosto de 2013     | 115  | Duca Rachid, Thelma Guedes        | Roberto Talma          | 18h              | 2006-07         | [ 81 ]        |
| 77 | O Cravo e a Rosa      | 5 de agosto de 2013     | 17 de janeiro de 2014   | 120  | Walcyr Carrasco, Mário Teixeira   | Dennis Carvalho        | 18h              | 2000-01         | [ 82 ]        |
| 78 | Caras & Bocas         | 13 de janeiro de 2014   | 1º de agosto de 2014    | 138  | Walcyr Carrasco                   | Jorge Fernando         | 19h              | 2009-10         | [ 83 ]        |
| 79 | Cobras & Lagartos     | 28 de julho de 2014     | 23 de janeiro de 2015   | 130  | João Emanuel Carneiro             | Wolf Maya              | 19h              | 2006            | [ 84 ]        |
| 80 | O Rei do Gado         | 12 de janeiro de 2015   | 7 de agosto de 2015     | 150  | Benedito Ruy Barbosa              | Luiz Fernando Carvalho | 20h              | 1996-97         | [ 85 ]        |
| 81 | Caminho das Índias    | 27 de julho de 2015     | 1º de abril de 2016     | 180  | Glória Perez                      | Marcos Schechtman      | 20h              | 2009            | [ 86 ]        |
| 82 | Anjo Mau              | 28 de março de 2016     | 23 de setembro de 2016  | 126  | Maria Adelaide Amaral             | Denise Saraceni        | 18h              | 1997-98         | [ 87 ]        |
| 83 | Cheias de Charme      | 19 de setembro de 2016  | 21 de março de 2017     | 132  | Filipe Miguez, Izabel de Oliveira | Denise Saraceni        | 19h              | 2012            | [ 88 ]        |
| 84 | Senhora do Destino    | 13 de março de 2017     | 8 de dezembro de 2017   | 195  | Aguinaldo Silva                   | Wolf Maya              | 20h              | 2004-05         | [ 89 ]        |
| 85 | Celebridade           | 4 de dezembro de 2017   | 8 de junho de 2018      | 125  | Gilberto Braga                    | Dennis Carvalho        | 20h              | 2003-04         | [ 90 ]        |
| 86 | Belíssima             | 4 de junho de 2018      | 18 de janeiro de 2019   | 161  | Silvio de Abreu                   | Denise Saraceni        | 20h              | 2005-06         | [ 91 ]        |
| 87 | Cordel Encantado      | 14 de janeiro de 2019   | 3 de maio de 2019       | 78   | Duca Rachid, Thelma Guedes        | Ricardo Waddington     | 18h              | 2011            | [ 92 ]        |
| 88 | Por Amor              | 29 de abril de 2019     | 11 de outubro de 2019   | 118  | Manoel Carlos                     | Ricardo Waddington     | 20h              | 1997-98         | [ 93 ]        |
| 89 | Avenida Brasil        | 7 de outubro de 2019    | 1º de maio de 2020      | 150  | João Emanuel Carneiro             | Ricardo Waddington     | 21h              | 2012            | [ 94 ]        |

### Década de 2020
| #   | Título               | Início                 | Término                | Cap. | Autoria                                                 | Direção                | Horário original | Ano de exibição | Ref.    |
| --- | -------------------- | ---------------------- | ---------------------- | ---- | ------------------------------------------------------- | ---------------------- | ---------------- | --------------- | ------- |
| 90  | Êta Mundo Bom!       | 27 de abril de 2020    | 11 de setembro de 2020 | 100  | Walcyr Carrasco                                         | Jorge Fernando         | 18h              | 2016            | [ 95 ]  |
| 91  | Laços de Família     | 7 de setembro de 2020  | 2 de abril de 2021     | 150  | Manoel Carlos                                           | Ricardo Waddington     | 20h              | 2000-01         | [ 96 ]  |
| 92  | Ti Ti Ti             | 29 de março de 2021    | 8 de outubro de 2021   | 140  | Maria Adelaide Amaral                                   | Jorge Fernando         | 19h              | 2010-11         | [ 97 ]  |
| 93  | O Clone              | 4 de outubro de 2021   | 20 de maio de 2022     | 165  | Glória Perez                                            | Jayme Monjardim        | 20h              | 2001-02         | [ 98 ]  |
| 94  | A Favorita           | 16 de maio de 2022     | 11 de novembro de 2022 | 130  | João Emanuel Carneiro                                   | Ricardo Waddington     | 20h              | 2008-09         | [ 99 ]  |
| 95  | O Rei do Gado        | 7 de novembro de 2022  | 2 de junho de 2023     | 144  | Benedito Ruy Barbosa                                    | Luiz Fernando Carvalho | 20h              | 1996-97         | [ 100 ] |
| 96  | Mulheres Apaixonadas | 29 de maio de 2023     | 1° de dezembro de 2023 | 135  | Manoel Carlos                                           | Ricardo Waddington     | 20h              | 2003            | [ 101 ] |
| 97  | Paraíso Tropical     | 27 de novembro de 2023 | 3 de maio de 2024      | 115  | Gilberto Braga, Ricardo Linhares                        | Dennis Carvalho        | 20h              | 2007            | [ 102 ] |
| 98  | Alma Gêmea           | 29 de abril de 2024    | 6 de dezembro de 2024  | 154  | Walcyr Carrasco                                         | Jorge Fernando         | 18h              | 2005-06         | [ 103 ] |
| 99  | Tieta                | 2 de dezembro de 2024  | 16 de maio de 2025     | 120  | Aguinaldo Silva, Ana Maria Moretzsohn, Ricardo Linhares | Paulo Ubiratan         | 20h              | 1989-90         | [ 104 ] |
| 100 | A Viagem             | 12 de maio de 2025     | Em exibição            | —    | Ivani Ribeiro                                           | Wolf Maya              | 19h              | 1994            | [ 105 ] |

## Séries e Minisséries por ordem de exibição
| # | Título                 | Início              | Término             | Cap. | Autoria                               | Direção                                 | Formato original | Ano de exibição | Ref.    |
| - | ---------------------- | ------------------- | ------------------- | ---- | ------------------------------------- | --------------------------------------- | ---------------- | --------------- | ------- |
| 1 | Riacho Doce            | 1 de abril de 1991  | 24 de maio de 1991  | 40   | Aguinaldo Silva, Ana Maria Moretzsohn | Paulo Ubiratan, Reynaldo Boury          | Minissérie       | 1990            | [ 106 ] |
| 2 | O Pagador de Promessas | 27 de maio de 1991  | 7 de junho de 1991  | 10   | Dias Gomes                            | Tizuka Yamasaki                         | Minissérie       | 1988            | [ 106 ] |
| 3 | O Tempo e o Vento      | 10 de junho de 1991 | 21 de junho de 1991 | 10   | Doc Comparato, Regina Braga           | Ary Nogueira                            | Minissérie       | 1985            | [ 106 ] |
| 4 | Lampião e Maria Bonita | 24 de junho de 1991 | 28 de junho de 1991 | 5    | Aguinaldo Silva, Doc Comparato        | Luís Antônio Piá, Paulo Afonso Grisolli | Minissérie       | 1982            | [ 106 ] |
| 5 | Você Decide            | 2 de julho de 2001  | 20 de julho de 2001 | 15   | Vários                                | Vários                                  | Série            | 1992-2000       | [ 106 ] |